# Maximilian Heim

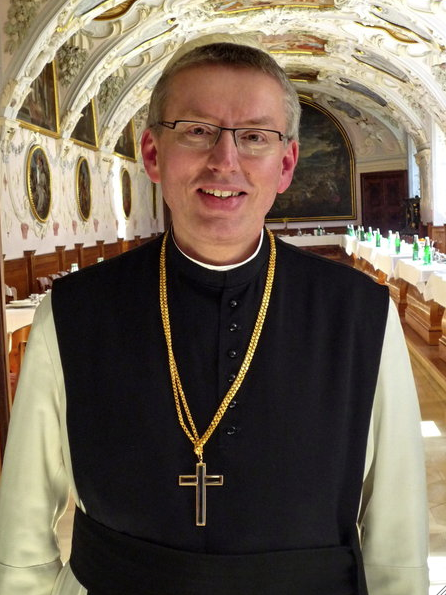
Abt Maximilian Heim (2011)

Maximilian II. Heinrich Heim OCist (* 14. April 1961 in Kronach als Heinrich Josef Heim) ist ein deutsch-österreichischer Ordenspriester. Er ist seit 2011 Abt des Zisterzienserstiftes Heiligenkreuz und war von 2016 bis 2025 Abtpräses der Österreichischen Zisterzienserkongregation.

## Leben
Heim verlor seinen Vater, als er zwölf Jahre alt war. Er studierte nach seinem Abitur am Gymnasium in Kulmbach ab 1981 Katholische Theologie an der Universität Augsburg. 1982 inskribierte er sich an der Hochschule Heiligenkreuz und trat 1983 in das Heiligenkreuzer Noviziat ein. Er erhielt den Ordensnamen Maximilian; sein Namenspatron ist der hl. Maximilian Maria Kolbe. 1987 wurde er an der Universität Wien zum Magister theologiae spondiert und am 30. April 1988 in Heiligenkreuz zum Priester geweiht. Von 1987 bis August 1988 wirkte Heim als Diakon im Heiligkreuzer Priorat Neukloster in Wiener Neustadt. Im Anschluss daran entsandte ihn Abt Gerhard Hradil zusammen mit drei weiteren Mitbrüdern zur Klosterneugründung des Priorates Stiepel ins Ruhrgebiet. Dort war er Kaplan, Kantor und verantwortlich für den Aufbau der Neugründung als geistliches Zentrum. 1996 war er Mitbegründer der akademischen Vortragsreihe Auditorium Kloster Stiepel. Zu der Zeit hatte er sein Doktoratsstudium bei Hermann Josef Pottmeyer am Lehrstuhl für Fundamentaltheologie an der Bochumer Ruhruniversität bereits begonnen.
Im Jahr 1996 wurde er durch Abt Hradil nach Heiligenkreuz für die Ämter des Novizenmeisters und Kantors zurückberufen und musste deshalb das Doktoratsstudium unterbrechen. Im März 1999 wurde er 37-jährig von Abt Gregor Henckel-Donnersmarck zusätzlich zum Prior des Stiftes Heiligenkreuz bestellt. Als Novizenmeister war er unter anderem auch verantwortlich für die Ausbildung des Ordensnachwuchses der wiederbelebten tschechischen Klöster Hohenfurth und Ossegg. Das Doktoratsstudium, das er Ende der 1990er Jahre wieder aufnehmen konnte, schloss er 2002 bei Bernhard Körner an der Universität Graz mit einer Dissertation zur Ekklesiologie Joseph Ratzingers ab.
2003 wurde er zum Doctor theologiae promoviert und lehrte von diesem Zeitpunkt an bis zu seiner Wahl zum Abt von Heiligenkreuz Fundamentaltheologie an der Heiligenkreuzer Hochschule. Seine Dissertation erschien 2004 im Buchhandel, die zweite Auflage erschien im Frühjahr 2005 mit einem Vorwort Ratzingers, kurz nach dessen Wahl zum Papst.
Im September 2004 wurde er Prior in Bochum-Stiepel. Nachdem im Jahr 2007 Heiligenkreuz zur Hochschule päpstlichen Rechtes erhoben wurde, erfolgte seine Berufung zum ordentlichen Professor für Fundamentaltheologie durch die Bildungskongregation der Römischen Kurie. Gleichzeitig war er von 2004 bis 2011 in Bochum-Stiepel verantwortlich für die akademische Bildungsreihe Auditorium Kloster Stiepel. 2009 wurde er in den Neuen Schülerkreis Joseph Ratzinger/Papst Benedikt XVI. berufen. Im Herbst 2010 wurde er durch Kardinal Reinhard Marx in Dresden in den Ritterorden vom Heiligen Grab zu Jerusalem investiert.
Seit dem 10. Februar 2011 ist Maximilian Heim der 68. Abt von Heiligenkreuz und damit auch Großkanzler (lateinisch Magnus Cancellarius) der Philosophisch-Theologischen Hochschule Benedikt XVI.
Am 19. April 2011 erhielt er die österreichische Staatsbürgerschaft. Am 25. April 2011 spendete ihm der Generalabt des Zisterzienserordens, Mauro-Giuseppe Lepori, in einem vom Wiener Erzbischof Christoph Schönborn geleiteten Pontifikalamt die Abtsbenediktion. Sein Wahlspruch stammt von John Henry Newman: Cor ad cor loquitur (Das Herz spricht zum Herzen).
Am 26. Mai 2016 wurde Heim für sechs Jahre zum Abtpräses der österreichischen Zisterzienserkongregation gewählt und am 7. Juni 2022 für weitere sechs Jahre wiedergewählt. Am 25. September 2017 wurde Heim als Heiligenkreuzer Abt vom Konvent des Stiftes Rein für ein Jahr zum Administrator gewählt. Er führte die Abtei, bis Philipp Helm unter seinem Vorsitz als Abtpräses am 24. September 2018 zum Abt gewählt wurde.
Am 13. August 2025 verzichtete Heim freiwillig auf das Amt des Abtpräses. Als Grund nannte er akute Herzprobleme, die einen Spitalsaufenthalt nach sich zogen. Zuvor hatte der Vatikan eine Apostolische Visitation des Stifts Heiligenkreuz angekündigt, in der Vorwürfe gegen den „Leitungsstil der Abtei in seiner Gesamtheit sowie das persönliche Führungsverhalten des Abtes“ untersucht werden sollen. Wie der Sprecher des Stifts bestätigte, stehe Heims Rückzug auch im Zusammenhang mit der Visitation.

## Ehrungen und Auszeichnungen
Am 30. Juni 2011 erhielt er zusammen mit dem italienischen Patristiker Manlio Simonetti und dem spanischen Dogmatiker Olegario González de Cardedal den von der „Vatikanischen Stiftung Joseph Ratzinger - Benedikt XVI.“ erstmals vergebenen und mit 50.000 Euro dotierten Joseph-Ratzinger-Preis für sein Werk „Joseph Ratzinger - Kirchliche Existenz und existenzielle Theologie. Ekklesiologische Grundlinien unter dem Anspruch von Lumen gentium“ (2004, 3. Auflage 2014). Anlässlich der Vorstellung der Preisträger durch den Vorsitzenden des wissenschaftlichen Komitees der Stiftung, Camillo Kardinal Ruini, bezeichnete dieser Heim als „einen der scharfsinnigsten und brillantesten Vertreter der jungen Generation von Theologen, die sich am Werk Ratzinger inspirieren“. Für die Doktorarbeit hatte er bereits 2004 den Kardinal-Innitzer-Förderungspreis für Theologie in Wien und den Johann-Kaspar-Zeuß-Preis in Kronach erhalten.
Der Großmeister des Ritterordens vom Heiligen Grab zu Jerusalem, Edwin Kardinal O’Brien, hat am 21. September 2012 Abt Maximilian zum Komtur mit Stern (Großoffizier) promoviert.
Im September 2021 ehrte die Gemeinde Heiligenkreuz die Verdienste Heims durch die Schaffung eines „Abt Maximilian Heim-Platz“.
Am 25. Februar 2023 empfing Heim durch den Fürstgroßprior des Malteserordens Fra‘ Gottfried Kühnelt-Leddihn das Großkreuz des Verdienstordens Pro Merito Melitensi.
Heim ist Ehrenmitglied von No Problem Baden, einem Verein für die Integration von Menschen mit besonderen Bedürfnissen.

## Veröffentlichungen (Auswahl)
- Maximilian Heim: Der latreutische Aspekt im Gesamtwerk Dietrich von Hildebrands. Magisterarbeit, Wien 1987 (Eintrag im Katalog der österreichischen Nationalbibliothek).
- Maximilian Heinrich Heim: Joseph Ratzinger – Kirchliche Existenz und existentielle Theologie. Ekklesiologische Grundlinien unter dem Anspruch von Lumen gentium. 1. Ausgabe Frankfurt am Main 2004; 2. überarbeitete und ergänzte Ausgabe mit einem Vorwort des damals neu gewählten Papstes Benedikt XVI. Peter Lang, Frankfurt am Main/New York 2005, ISBN 978-3631542736; 3. ergänzte Ausgabe Peter Lang, Frankfurt am Main/New York 2014, ISBN 978-3-631-64956-5.
  - Englische Ausgabe: Joseph Ratzinger – Life in the Church and Living Theology. Fundamentals of Ecclesiology with Reference to Lumen Gentium. With a Foreword by Joseph Cardinal Ratzinger. Translated by Michael J. Miller, San Francisco 2007, ISBN 978-1-58617-149-0.
- Dr. Maximilian Heim: Zisterzienserkloster Bochum-Stiepel. Zisterzienserkloster Stiepel, Bochum 2008, OCLC 863199267.
- Abt Maximilian Heim: Auf Fels gebaut: Freude an Kirche und Glaube. Be&Be, Heiligenkreuz im Wienerwald 2014, ISBN 978-3-902694-67-6.
- Abt Maximilian Heim OCist, Wolfgang Buchmüller OCist: Hommage an Papst Benedikt XVI. Aufsätze und Essays. Be&Be, Heiligenkreuz im Wienerwald 2018, ISBN 978-3-903118-51-5.
- Abt Maximilian Heim OCist: Christus bleibt: Monastisch-theologische Antworten auf Fragen der Zeit. Be&Be, Heiligenkreuz im Wienerwald 2022, ISBN 978-3-903602-57-1.